# Николаев, Геннадий Философович
Генна́дий Фило́софович Никола́ев (род. 11 июня 1932, Новокузнецк) — русский советский прозаик, писатель-фантаст, редактор, инженер.
Главный редактор журналов «Сибирь» (Иркутск, 1971—1974), «Звезда» (Ленинград, 1989—1991). Член Союза писателей СССР (1971). Член редколлегии журнала «Звезда» (Санкт-Петербург).

## Биография
Родился 11 июня 1932 года в Сталинске (ныне — Новокузнецк). Окончил физико-технологический факультет Томского политехнического института. Работал инженером на предприятиях в Новосибирске, Усть-Каменогорске, Иркутске, Ангарске.
В 1971—1974 годах был главным редактором литературного журнала «Сибирь» (Иркутск), в 1989—1991 годах — литературного журнала «Звезда» (Ленинград).
С 1999 года живёт в Германии в Дортмунде. Гражданин Российской Федерации.

## Творчество
Первое произведение — повесть «Плеть о двух концах» было опубликовано в иркутском альманахе «Ангара» в 1968 году. Она же стала первой изданной книгой автора. В 1981 году вышел французский перевод с предисловием Александра Зиновьева, который назвал её «одной из самых замечательных книг во всей послевоенной советской литературе» и писал: «Эта книга правдива до мучительности, до слёз, до дрожи. … В ней всё правдиво: общая идея, картина в целом, мельчайшие детали».
В 1971 году стал членом Союза писателей СССР.
Автор 14 книг прозы, изданных в Москве, Ленинграде, Иркутске.
Произведения переведены на болгарский, венгерский, монгольский, немецкий и французский языки.
В 2014 году в Санкт-Петербурге вышла книга воспоминаний «Ожидание свободы».

## Избранная библиография
- Плеть о двух концах: Повесть. — Иркутск: Вост.-Сиб. кн. изд-во, 1970. — 140 с. — Тираж 30 000 экз.
- Большой дрозд: Повесть и рассказы. — Иркутск, Вост.-Сиб. кн. изд-во, 1973. — 312 с. — Тираж 15 000 экз.
- Лесная подстанция: Повесть и рассказы. — М.: Современник, 1978. — 335 с. — Тираж 100 000 экз.
- Белый камень Эрдени: Повесть // Белый камень Эрдени: Сборник фантастики / Сост. Брандис Е., предисл. Стругацкие А. и Б. — Л.: Лениздат, 1982. — Тираж 100 000 экз. — С. 484—535.
- Город без названия: Роман. — Л.: Советский писатель, 1984. — 328 с. — Тираж 100 000 экз.
- По важному делу: Рассказы и повесть. — М.: Советская Россия, 1984. — 349 с. — Тираж 75 000 экз.
- День милосердия: Рассказы и повести. — Л.: Советский писатель, 1986. — 544 с. — Тираж 200 000 экз.[4]